# Mawlet Alawdinowitsch Batirow
Mawlet Alawdinowitsch Batirow (russisch Мавлет Алавдинович Батиров, awarisch Мавлет ГІалаудинил Бати́ров; * 12. Dezember 1983 in Chassawjurt, Dagestanische ASSR) ist ein russischer Ringer awarischer Nationalität. Er war Olympiasieger 2004 im freien Stil im Bantamgewicht und 2008 im Federgewicht.

## Werdegang
Mawlet Batirow kam zusammen mit zwei Brüdern als Jugendlicher 1998 in Chassawjurt zum Ringen. Er ist Mitglied des Sportclubs Schamil Umachanow Chassawjurt. Unter den Trainern Saidpasche Umachanow und Dschambulat Tedejew, dem russischen Nationaltrainer der Freistilringer, entwickelte er sich ab 2000 zu einem Weltklasseringer im Freistilringen. Er ist Jurastudent, beschäftigt sich aber zurzeit hauptsächlich mit dem Ringen. Mawlet Batirow besticht durch eine aggressive Ringweise, die von seinen hervorragenden körperlichen Voraussetzungen unterstützt wird.
Bereits zwei Jahre nach dem Start seiner Ringerlaufbahn wurde er bei der Junioren-Europameisterschaft (Cadets) in Bratislava in der Gewichtsklasse bis 46 kg Körpergewicht eingesetzt und kam dort hinter Ersin Burak aus der Türkei auf den hervorragenden 2. Platz. Denselben Platz belegte er auch ein Jahr später, 2001, bei der Junioren-Weltmeisterschaft (Juniors) in Taschkent. In der Gewichtsklasse bis 50 kg Körpergewicht musste er sich nur dem Georgier Amiran Elbakidse geschlagen geben. Auch noch 2002 war er bei einer Juniorenmeisterschaft am Start. In Tirana gelang ihm dabei endlich der Sieg bei der Junioren-Europameisterschaft im Bantamgewicht vor Besarion Gochaschwili aus Georgien und Salih Prizreni aus Albanien.
Im Jahre 2003 erhielt Mawlet Batirow schon die Chance Weltmeister bei den Senioren im Bantamgewicht zu werden. In New York traf er aber gleich in der 1. Runde auf den US-amerikanischen Mitfavoriten Stephen Abas, gegen den er nach Punkten unterlag. Dem damaligen Reglement entsprechend half ihm dann auch ein Sieg in seinem nächsten Kampf über den starken Namig Abdullajew aus Aserbaidschan nicht mehr viel. Er schied aus und belegte nur den 14. Platz.
Nachdem er 2004 russischer Meister im Bantamgewicht geworden war, erhielt er vom russischen Verband das Vertrauen bei den Olympischen Spielen in Athen. Er rechtfertigte dieses auch voll und ganz, denn er wurde in Athen mit Siegen über Bashir Ahmat Rahmati aus Afghanistan, den Weltmeister von 2003 Dilshod Mansurov, Usbekistan, Alexander Zacharjuk aus der Ukraine, Amiran Kartanow aus Griechenland und Stephen Abas, den er mit 9:1 techn. Punkten abfertigte, Olympiasieger im Bantamgewicht.
Im Jahre 2005 wechselte Mawlet Batirow in das Federgewicht. Er unterlag in dieser Gewichtsklasse bei der russischen Meisterschaft gegen Alan Iljitsch Dudajew, der in diesem Jahr auch Weltmeister im Federgewicht wurde. Alan Dudajew blieb auch in den folgenden Jahren der Hauptkonkurrent von Mawlet Batirow im Federgewicht, der im Jahre 2006 beim wichtigen Iwan-Yarigin-Turnier in Krasnojarsk den 1. Platz belegte und daraufhin bei der Europameisterschaft dieses Jahres in Moskau eingesetzt wurde. Er gewann dort vier Kämpfe und wurde mit einem Sieg im Finale über den Türken Tevfik Odabaşı Europameister im Federgewicht. Als Favorit fuhr er dann auch zur Weltmeisterschaft 2006 nach Guangzhou/China, musste dort aber im Halbfinale eine überraschende Punktniederlage von dem US-Amerikaner Mike Zadick hinnehmen und kam deshalb nur auf den 3. Platz.
Bei der Weltmeisterschaft 2007 in Baku gelang ihm aber wieder der große Erfolg. Er besiegte unter anderem Wassyl Fedoryschyn aus der Ukraine und Tevfik Odabaşı und kam im Endkampf zu einem ungefährdeten Punktsieg über Anatoli Guidea aus Bulgarien.
Bei der Europameisterschaft 2008 in Tampere ließ Mawlet Batirow in seiner Gewichtsklasse seinem Bruder Adam den Vorrang. Bei den Olympischen Spielen in Peking war er aber am Start und gewann dort in überlegenem Stil mit Siegen über Selimchan Chusseinow aus Aserbaidschan, Yandro Quintana, Murad Ramasanow, Makedonien, Morad Mohammadi aus dem Iran u. Wassyl Fedoryschyn seine zweite Goldmedaille.
Nachdem Mawlet Batirow 2009 und 2010 keine Kämpfe bestritten hatte, machte er bei der russischen Meisterschaft 2011 ein Comeback. Im Leichtgewicht belegte er dabei hinter seinem Bruder Adam Batirow und vor Russal Dschukajew und Dschamalutdin Kurbanalijew den 2. Platz. Sein Fernziel werden die Olympischen Spiele 2012 in London sein. Für die er sich aber letztlich nicht qualifizieren konnte.

## Internationale Erfolge
| Jahr | Platz | Wettbewerb                                | Gewichtskl.  | Ergebnis |
| 2000 | 2.    | Junioren-EM (Cadets) in Bratislava        | bis 46 kg KG | hinter Ersin Burak, Türkei u. vor Alexei Nikanorow, Israel und Stefan Daniliuc, Rumänien |
| 2001 | 2.    | Junioren-WM (Juniors) in Taschkent        | bis 50 kg KG | mit Siegen über O Song-nam, Südkorea, Kurbangeldij Amananzarow, Turkmenistan, Nurjan Schanijasow, Kasachstan u. Yaser Khalpour Alamdareshi, Iran u. einer Niederlage gegen Amiran Elbakidse, Georgien |
| 2002 | 1.    | Junioren-EM in Tirana (Juniors)           | Bantam       | vor Bessarion Gotschaschwili, Georgien, Sahit Prizreni, Albanien und Florin Buga, Rumänien |
| 2003 | 12.   | WM in New York City                       | Bantam       | nach einer Niederlage gegen Stephen Abas, USA u. einem Sieg über Namig Abdullajew, Aserbaidschan |
| 2004 | 1.    | Iwan-Yarigin-Turnier in Krasnojarsk       | Feder        | vor Banyrzhan Orazgaliew, Kasachstan und Adam Batirow, Russland |
| 2004 | Gold  | OS in Athen                               | Bantam       | mit Siegen über Bashir Ahmat Rahmati, Afghanistan, Dilschod Mansurow, Usbekistan, Oleksandr Sacharuk, Ukraine, Amiran Kartanow, Griechenland u. Stephen Abas                                          |
| 2005 | 2.    | Ali-Aliew-Turnier in Machatschkala        | Feder        | hinter Alan Dudajew, Russland und vor Yandro Quintana, Kuba |
| 2006 | 1.    | "Iwan-Yarigin"-Turnier in Krasnojarsk     | Feder        | vor Ewgeni Chabelow, Russland, Wassyl Fedoryschyn und Ramil Islamow, Russland |
| 2006 | 1.    | EM in Moskau                              | Feder        | mit Siegen über Valerios Koguaschwili, Griechenland, Vusal Aliew, Aserbaidschan, Ewgeni Chawilow, Ukraine und Tevfik Odabaşı, Türkei                                                                  |
| 2006 | 3.    | WM in Guangzhou/China                     | Feder        | mit Siegen über Yerbol Isajew, Kasachstan und Yandro Quintana, einer Niederlage gegen Mike Zadick, USA u. einem Sieg über Yogeschwar Dutt, Indien                                                     |
| 2006 | 1.    | (Einzelwertung), World Cup in Krasnojarsk | Feder        | vor Mehdi Taghavi Kermani, Iran und Mike Zadick |
| 2007 | 1.    | WM in Baku                                | Feder        | mit Siegen über Andrei Perpeliță, Moldawien, Basar Bazurugurujew, Kirgisistan, Wassyl Fedoryschyn, Tevfik Odabaşı u. Anatoli Guidea, Bulgarien                                                        |
| 2008 | Gold  | OS in Peking                              | Feder        | mit Siegen über Selimchan Chusseinow, Aserbaidschan, Yandro Quintana, Murad Ramasanow, Morad Mohammadi, Iran u. Wassyl Fedoryschyn                                                                    |

## Erläuterungen
- alle Wettbewerbe im freien Stil
- OS = Olympische Spiele, WM = Weltmeisterschaften, EM = Europameisterschaften
- Bantamgewicht, bis 55 kg, Federgewicht, bis 60 kg Körpergewicht (KG)

## Länderkämpfe
- 2007 in Krasnojarsk, Russland gegen Georgien (Super Cup), Punktsieger über Lewan Tschabradse,
- 2007 in Krasnojarsk, Russland gegen Belarus (Super Cup), Punktsieger über Nikolai Dorofeischew,
- 2007 in Krasnojarsk, Russland gegen USA (Super Cup), Punktsieger über Michael Lightner